# Natt på museet 2
Natt på museet 2 (originaltitel: Night at the Museum: Battle of the Smithsonian) är en amerikansk actionkomedifilm från 2009, regisserad av Shawn Levy. Filmen hade biopremiär i Sverige den 22 maj 2009 och släpptes på DVD den 28 oktober 2009 i Sverige. Filmen är tillåten från 7 år.

## Handling
Nattvakten Larry Daley (Ben Stiller) har kommit igång med en egen firma och eget varumärke och har därför varit borta från Naturhistoriska museet i New York ett bra tag. Men en natt när han hälsar på sina vänner på museet får han veta att de alla ska flyttas till ett lager för utställningsobjekt på Smithsonian Institution i Washington, D.C. då museet står inför stora förändringar.
När Larry senare får ett samtal från en av sina vänner av vax får han reda på att farao Ahkmenrahs (Rami Malek) onde storebror Kahmunrah (Hank Azaria) finns i museilagret på Smithsonian. Han måste bege sig dit för att stoppa den förbannelse som han lagt över den och rädda sina vänner.

## Skådespelare och röster

### Skådespelare i urval
- Ben Stiller - Larry Daley
- Amy Adams - Amelia Earhart
- Owen Wilson - Jedediah Smith
- Hank Azaria - Farao Kahmunrah / Abraham Lincoln / Tänkaren
- Christopher Guest - Ivan den förskräcklige
- Alain Chabat - Napoleon Bonaparte
- Steve Coogan - Octavius
- Ricky Gervais - Professor Leslie McPhee
- Bill Hader - General George A. Custer
- Jon Bernthal - Al Capone
- Robin Williams - Theodore "Teddy" Roosevelt
- Patrick Gallagher - Hunnerhövdingen Attila
- Craig Robinson - Tuskegee-flygare
- Jake Cherry - Nick Daley
- Rami Malek - Farao Ahkmenrah
- Mizuo Peck - Sacajawea
- Crystal the Monkey - Dexter / Able
- Jonah Hill - Vakten Brundon (okrediterad)
- Eugene Levy - Albert Einstein-nickedockor
- Brad Garrett - Påsköhuvud
- Jay Baruchel - Sjöman Joey Motorola
- Kevin Jonas, Joe Jonas och Nick Jonas - Amoriter

### Svenska röster i urval
- Jacob Ericksson - Larry Daley
- Sofia Ledarp - Amelia Earhart
- Jakob Stadell - Jedediah Smith
- Christian Fex - Farao Kahmunrah
- Claes Ljungmark - Ivan den förskräcklige
- Steve Kratz - Napoleon Bonaparte
- Magnus Mark - Octavius
- Kristian Ståhlgren - Professor Leslie McPhee
- Björn Bengtsson - General George A. Custer
- Duncan Green - Al Capone
- Roger Storm - Theodore "Teddy" Roosevelt
- Peter Sjöquist - Hunnerhövdingen Attila
- Adam Fietz - Tuskegee-flygare
- Simon Sjöquist - Nick Daley
- Joakim Jennefors - Farao Ahkmenrah
- Vivian Cardinal - Sacajawea
- Jesper Adefelt - Vakten Brundon
- Ole Ornered - Albert Einstein-nickedockor
- Jonas Bergström - Abraham Lincoln
- Adam Fietz - Påsköhuvud
- Måns Nathanaelson - Sjöman Joey Motorola